# Secam (photographie)
Ne doit pas être confondu avec Sécam.
Secam est un fabricant français disparu d'appareils photographiques créé par Fritz Kaftanski vers 1954. Sa seule production est le Stylophot en diverses versions.

## Histoire
Fritz Kaftanski, disposant déjà de Kafta, a créé cette société avec de nouveaux associés pour fabriquer et vendre le Stylophot, il n'y aura jamais d'autres modèles à son catalogue. Le Stylophot s'est vendu jusqu'à la fin des années 1960.

## Le Stylophot

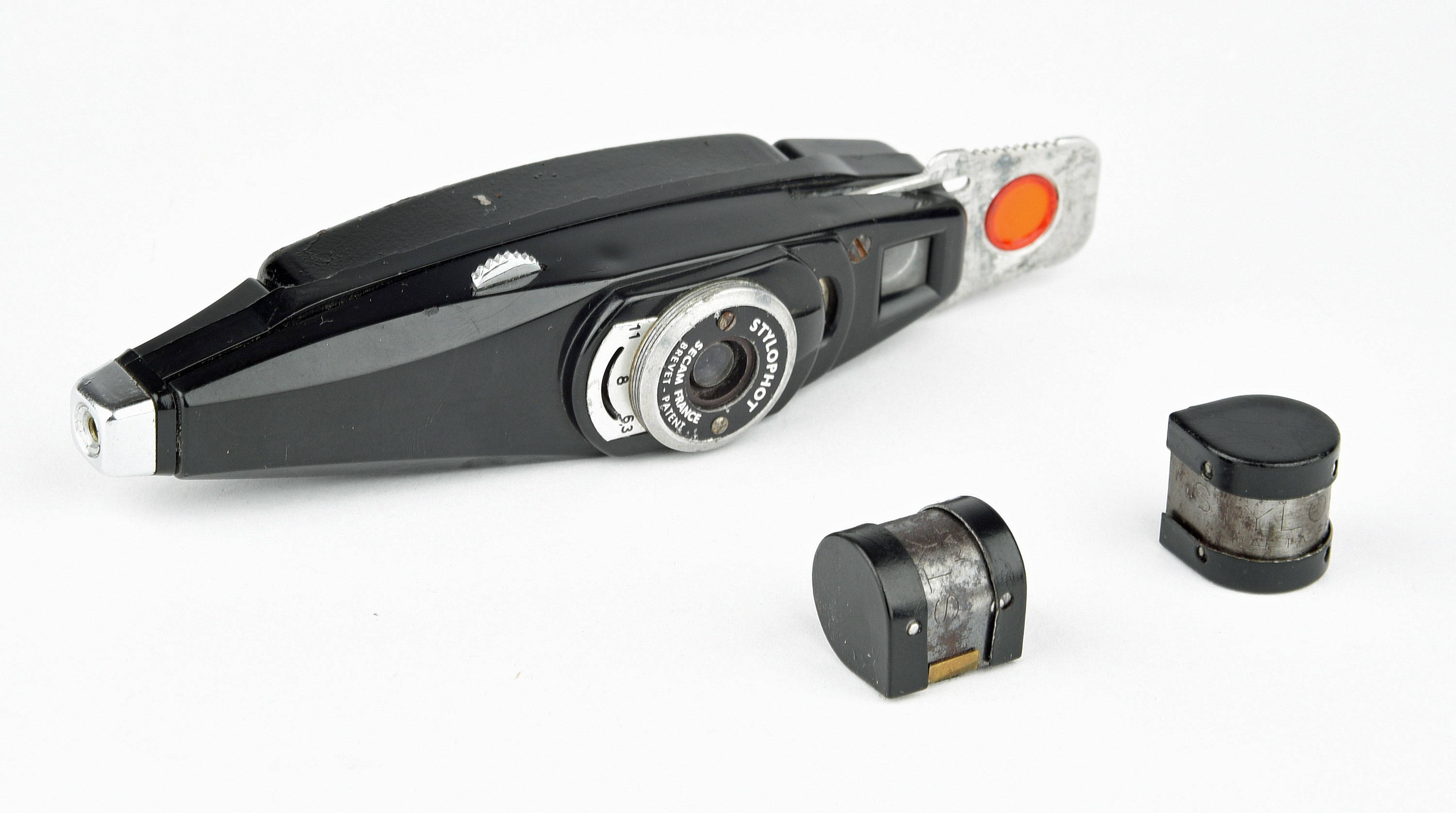
Secam Stylophot.

Le stylophot est un appareil photographique en Bakélite utilisant une pellicule 16 mm à double perforation (celle du Film 8 mm dite "double 8") sur laquelle il fait des images de 10 × 10 mm. Le film est conditionné dans une cartouche d'où il est poussé par deux griffes dans une deuxième cartouche (système comparable au Karat ou Rapid d'Agfa-Gevaert). L'armement se fait par une plaquette en aluminium actionnée en va et vient. En général, cette plaquette comprend un voyant rouge qui vient se placer devant le viseur pour signaler que l'appareil n'est pas armé mais le McKeown's montre une version avec la plaquette pleine.
Le Stylophot est présent dans le catalogue de la biennale photo-cinéma-optique de Paris en mai 1955 mais sous la marque Kafta. En juin 1955, Kaftanski crée avec d'autres associés la SNOP (Société Nouvelle d'Optique et de Photographie) pour produire le Stylophot mais la société est presque aussitôt intégrée à la Secam.

## Production
- Le premier produit est le Stylophot sans autre précision. Il est muni d'un objectif sans mise au point mais avec un réglage d'ouverture grâce à une plaque rotative portant trois trous pour 1:11, 1:8 et 1:6.3. L'obturateur n'a qu'une vitesse (1⁄50 s)[6]. On en trouve la publicité dès juin 1954 dans la revue Photo-Cinéma.
- Stylophot Luxe. L'objectif est un anastigmat Roussel avec mise au point. Il est trois fois plus cher mais la housse fournie est en cuir[7].
- Stylophot Color. Il n'y a plus que deux positions d'ouverture repérées par les indications "Noir" et "Color"[8].
- Stereophot. Sorti en 1958. Il s'agit d'un adaptateur permettant de fixer deux Stylophot pour faire des couples de photos stéréoscopiques. Le déclenchement des deux appareils est synchronisé[9],[3].
- Stylophot Secreto, version munie d'un viseur permettant de viser normalement ou avec un renvoi à 90° permettant de ne pas paraitre photographier son vrai sujet[3].

Le stylophot sera vendu aux États-Unis sous le nom de "Private Eye" ou "Ultra Mite" et fabriqué sous licence en Allemagne par la maison Kunik sous le nom de "Foto Füller" dont une version haut de gamme recouverte en lézard.

## Collection
Sans être spécialement rares, leur formule originale fait qu'ils sont assez recherchés par les collectionneurs que ce soit en France ou ailleurs.